# Новосергеевка (Омская область)
Новосергеевка — деревня в Полтавском районе Омской области России. Входит в состав Ворошиловского сельского поселения.

## История
Основана в 1906 году. В 1928 году посёлок Ново-Сергеевский состоял из 118 хозяйств, основное население — украинцы. Центр Ново-Сергеевского сельсовета Полтавского района Омского округа Сибирского края.

## Население
| 1926 | 2010 |
| ---- | ---- |
| 679  | ↘189 |